# Komtessen på Stenholt
Komtessen på Stenholt er en komediefilm fra 1939 instrueret af Emanuel Gregers efter manuskript af Fleming Lynge og Svend Rindom. Blandt de medvirkende kan nævnes:
- Albert Luther
- Katy Valentin
- Marguerite Viby
- Agnes Rehni
- Aage Fønss
- Knud Rex
- Helge Kjærulff-Schmidt
- Sigurd Langberg
- Sigrid Horne-Rasmussen
- Peter Nielsen

## Handling
Den lille komtesse Elly von Steenholt har været nogle år i Amerika. Vi ser hende på storebæltsfærgen på vej hjem til herregården. Hun glæder sig usigeligt til at gense sin moder, enkegrevinde Kaja, sin gamle farfar, lensgreve Axel von Steenholt og dennes søster, tante Sophie. Komtessen overhører på færgen tilfældigt en samtale, hvor en herre taler nedsættende om adelens godsadministration, og hun giver herren en skarp reprimande. Komtessen kører bort uden at ane, at hun har lagt sig ud med den mægtige bankdirektør Eskildsen.